# Gablete

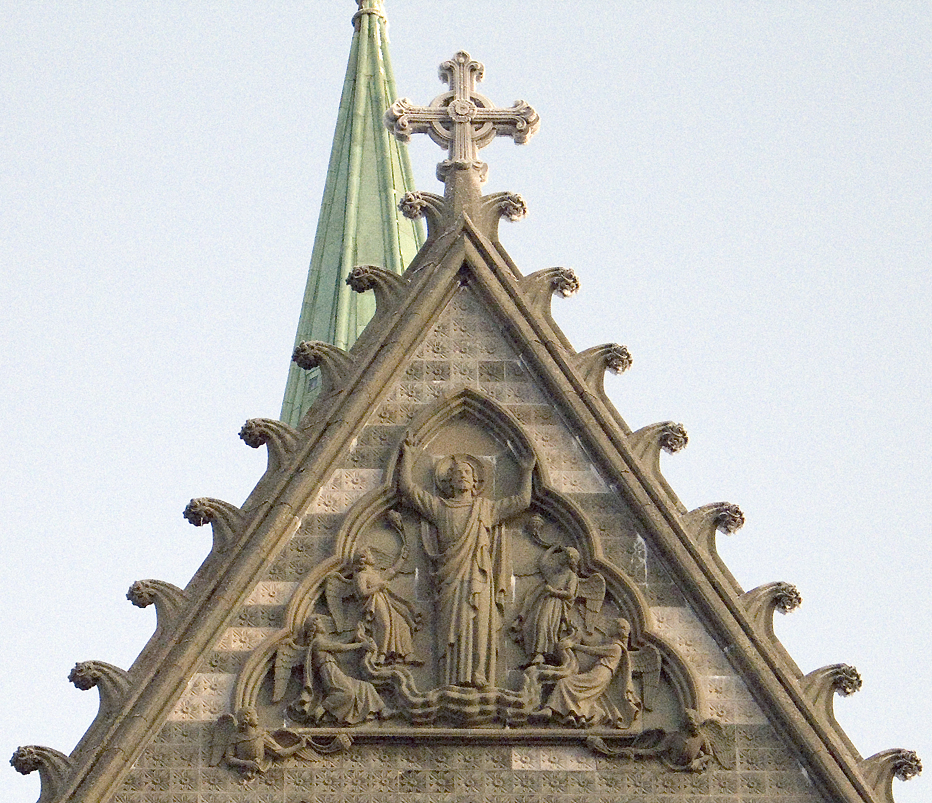
Gablete de la Catedral de Nidaros (Noruega), de inspiración gótica. Se encuentra decorado con crochet (elementos decorativos en forma de gancho), propios del gótico.

Un gablete, palabra proveniente del francés gablet (también denominado incorrectamente piñón), es un elemento arquitectónico que sirve como coronación o remate ornamental, parecido a un frontón. Tiene forma triangular y peraltada, formada por dos líneas rectas y un vértice agudo, y se dispuso en los edificios del periodo tardogótico. 
A diferencia del frontón clásico, no tiene por qué coincidir con las vertientes de una cubierta, ya que se coloca también sobre barandas y cornisas o realzando las puertas de entrada de algunos edificios. Puede tener marcada la línea horizontal inferior o estar limitado por las arquivoltas de un arco, en general también apuntado.
Algunos autores suponen que fue una imitación en piedra de las construcciones de madera que formaban armaduras, construcciones que en la Edad Media se emplearon mucho para cubrir las bóvedas de monumentos que quedaban sin terminar por falta de recursos y que luego el arte simuló con la piedra utilizándolo como ornamentación y adornándolo de muy diversos modos.
En el período gótico aparece sencillo y severo, delineado por una cornisa y decorado en el centro con un trébol, cuadrifolio o multifolio (ver florón), solo relevado por lo regular y muchas veces reemplazado por esculturas. En ocasiones va decorado en su parte exterior con frondas o crochets (galicismo), elementos ornamentales en forma de hoja, que también abundan en los capiteles.
El gablete fue muy utilizado en el estilo denominado hispanoflamenco, a finales del siglo XV. Puede verse en catedrales como la de Toledo, en la capilla de Álvaro de Luna o en la torre de la catedral.

## Galería de imágenes

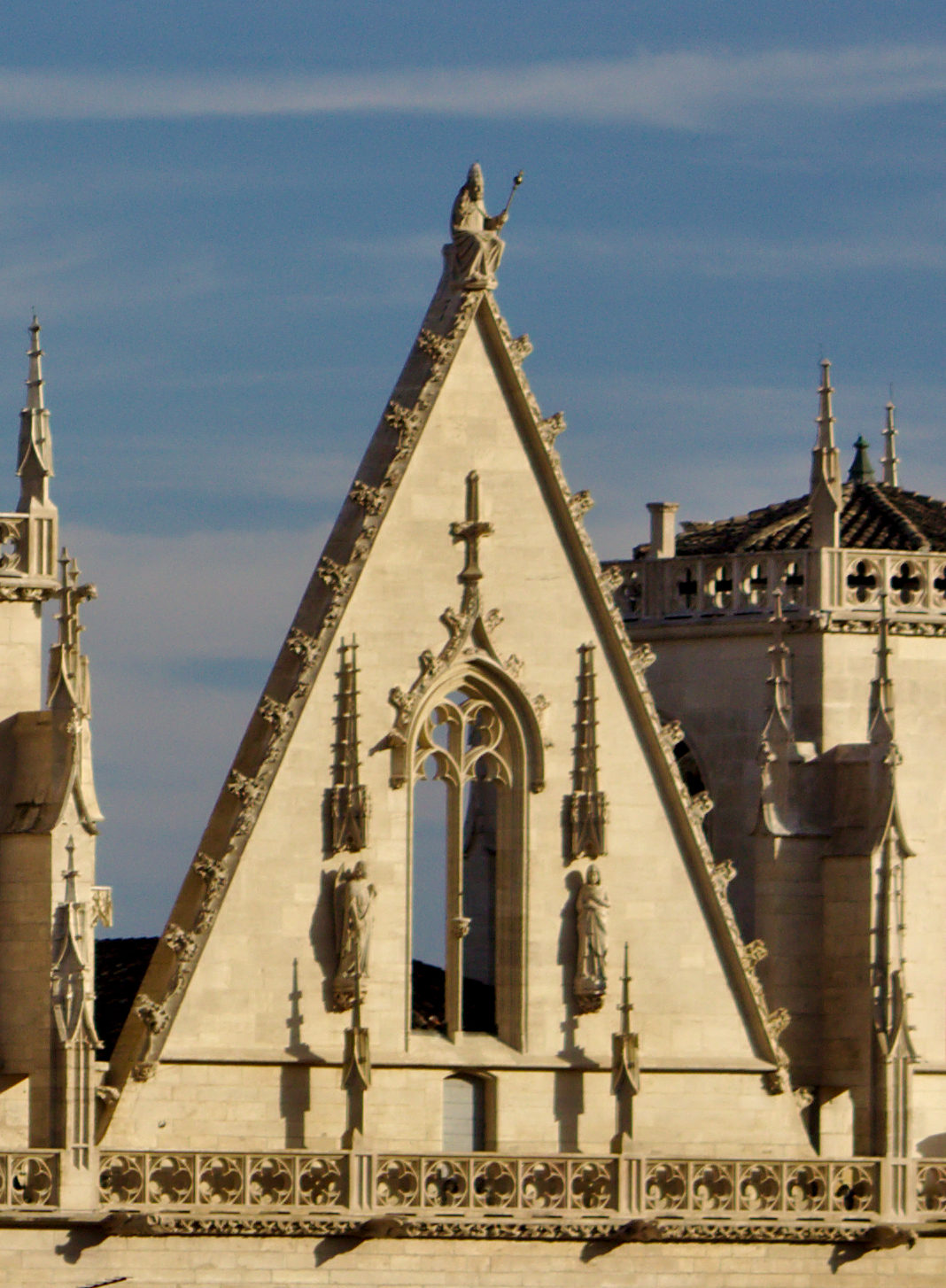
Gablete ornamental de la catedral de Lyon
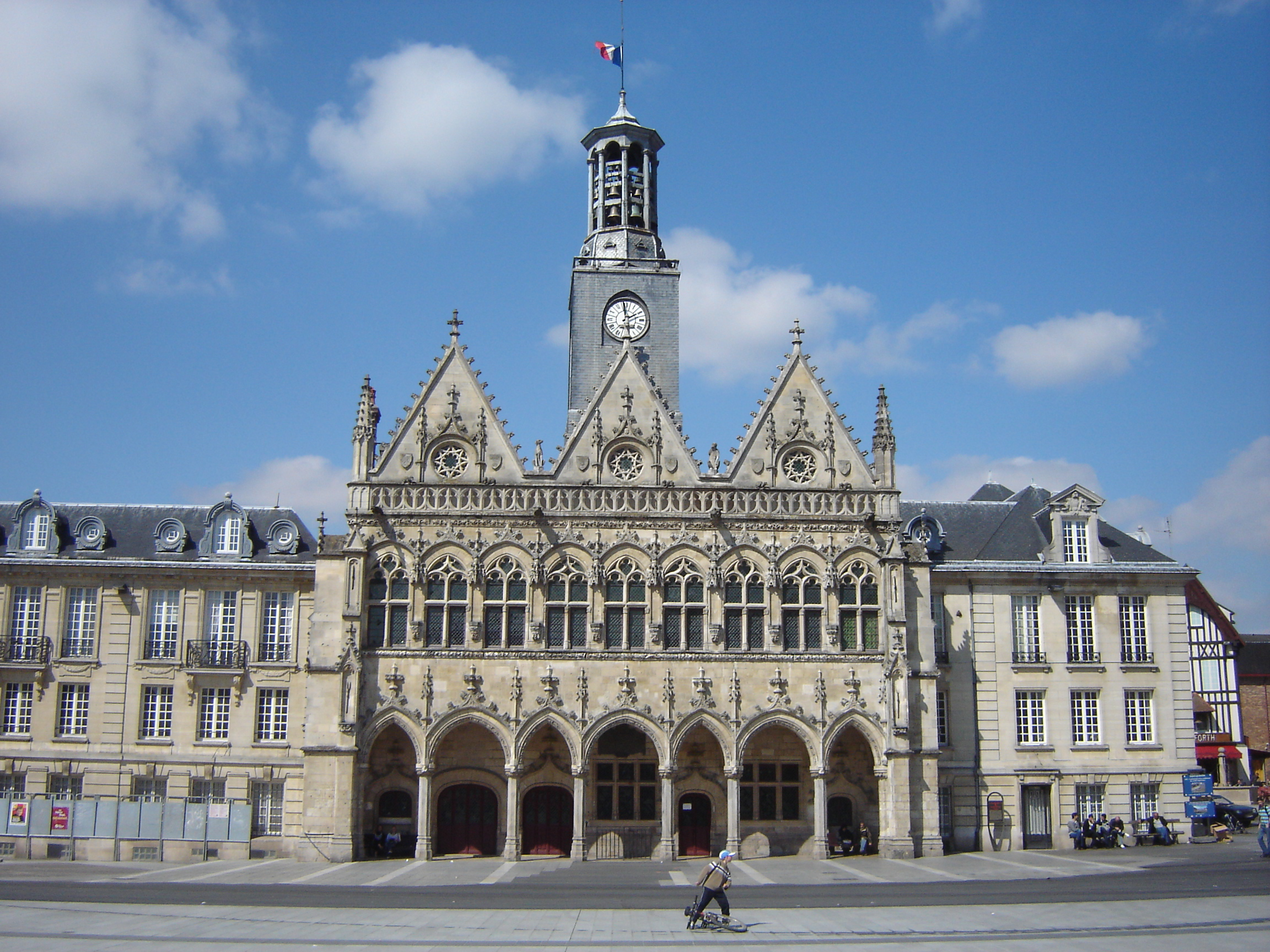
Triple gablete rematando el Ayuntamiento gótico de San Quintin (Aisne), Francia
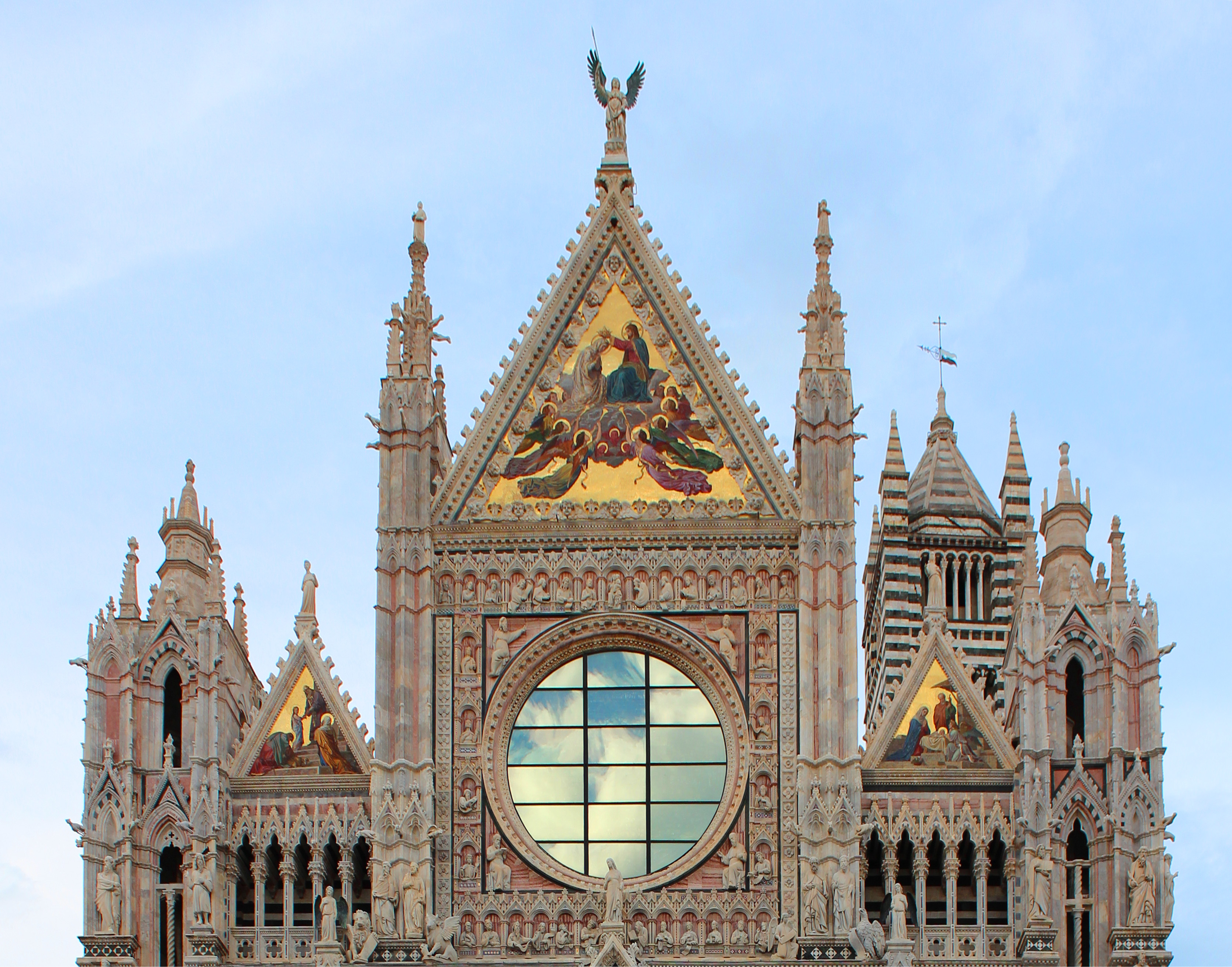
Gabletes en la fachada de la catedral de Siena

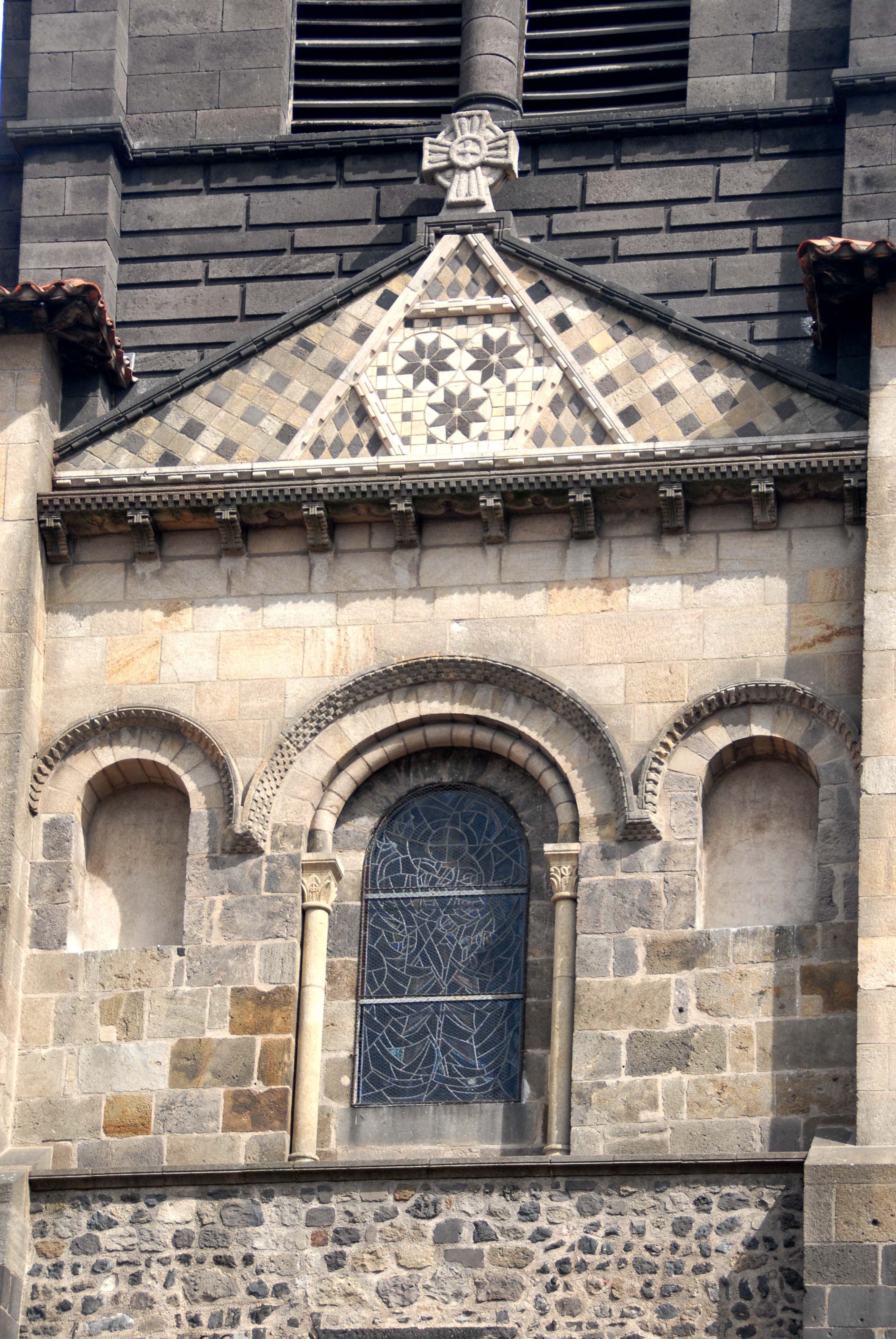
Iglesia románica francesa de Notre-Dame du Port, con un protogablete
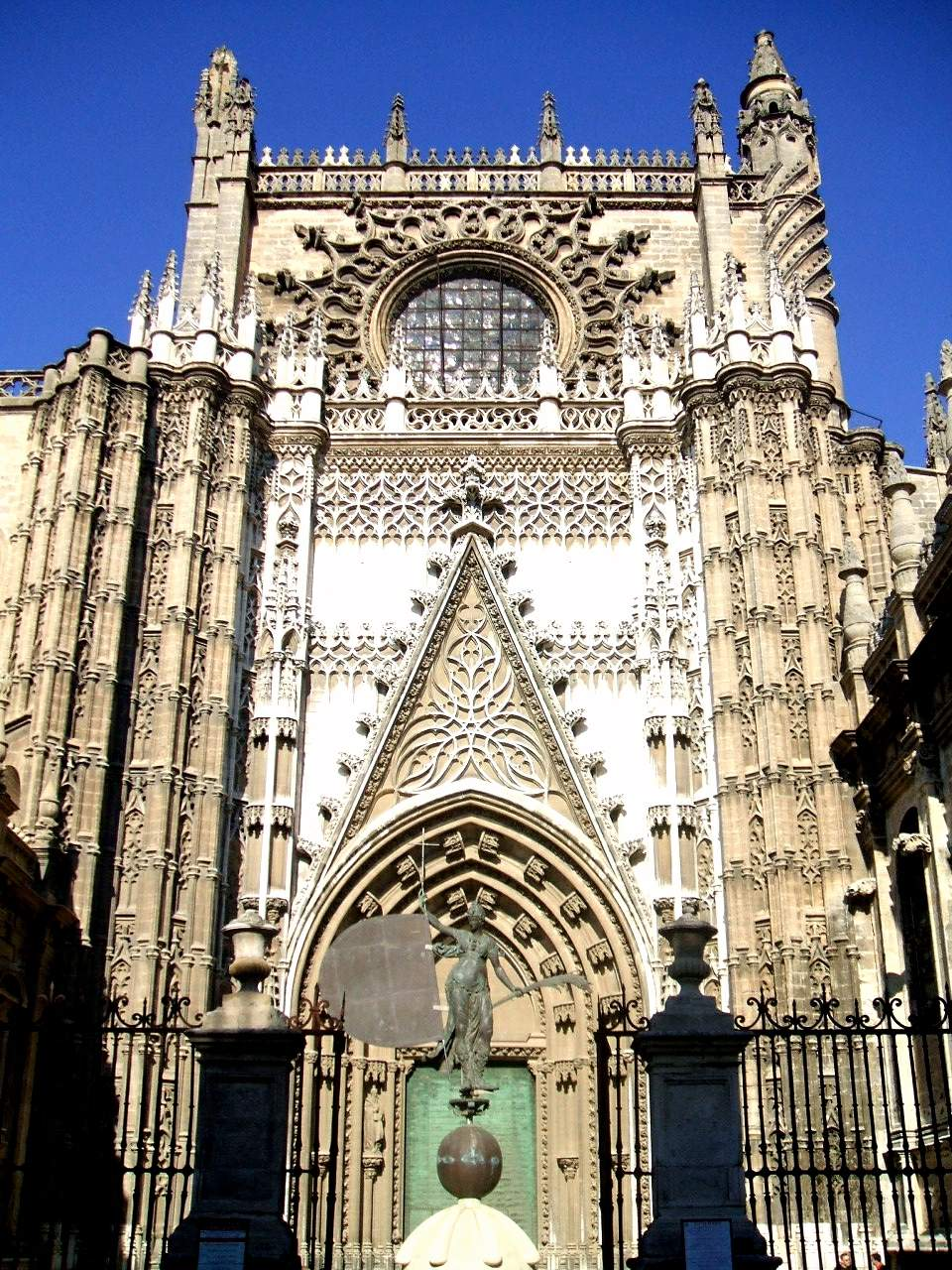
Gablete en la portada de San Cristóbal de la catedral de Sevilla
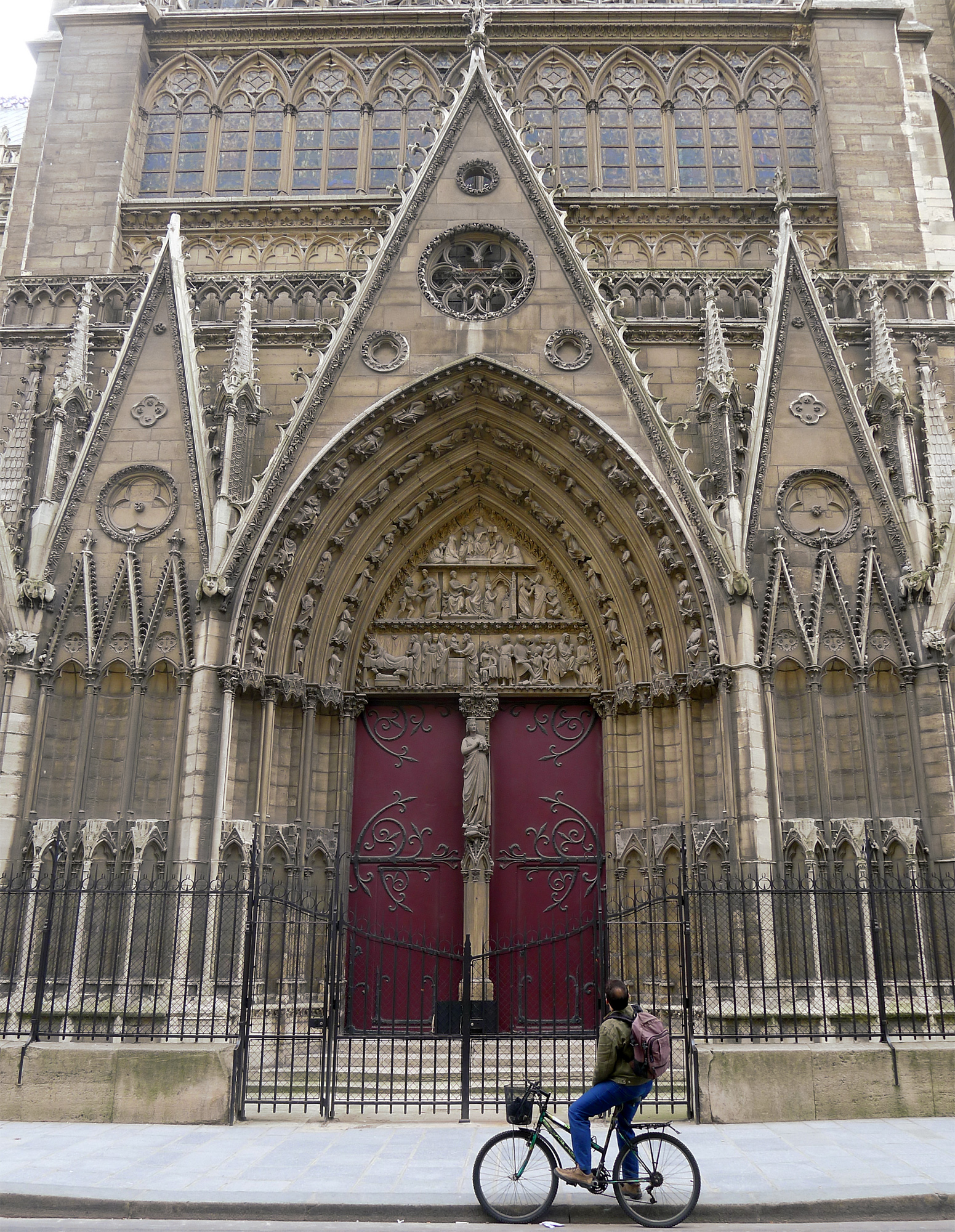
Gablete en una puerta del transepto de Notre Dame (París).
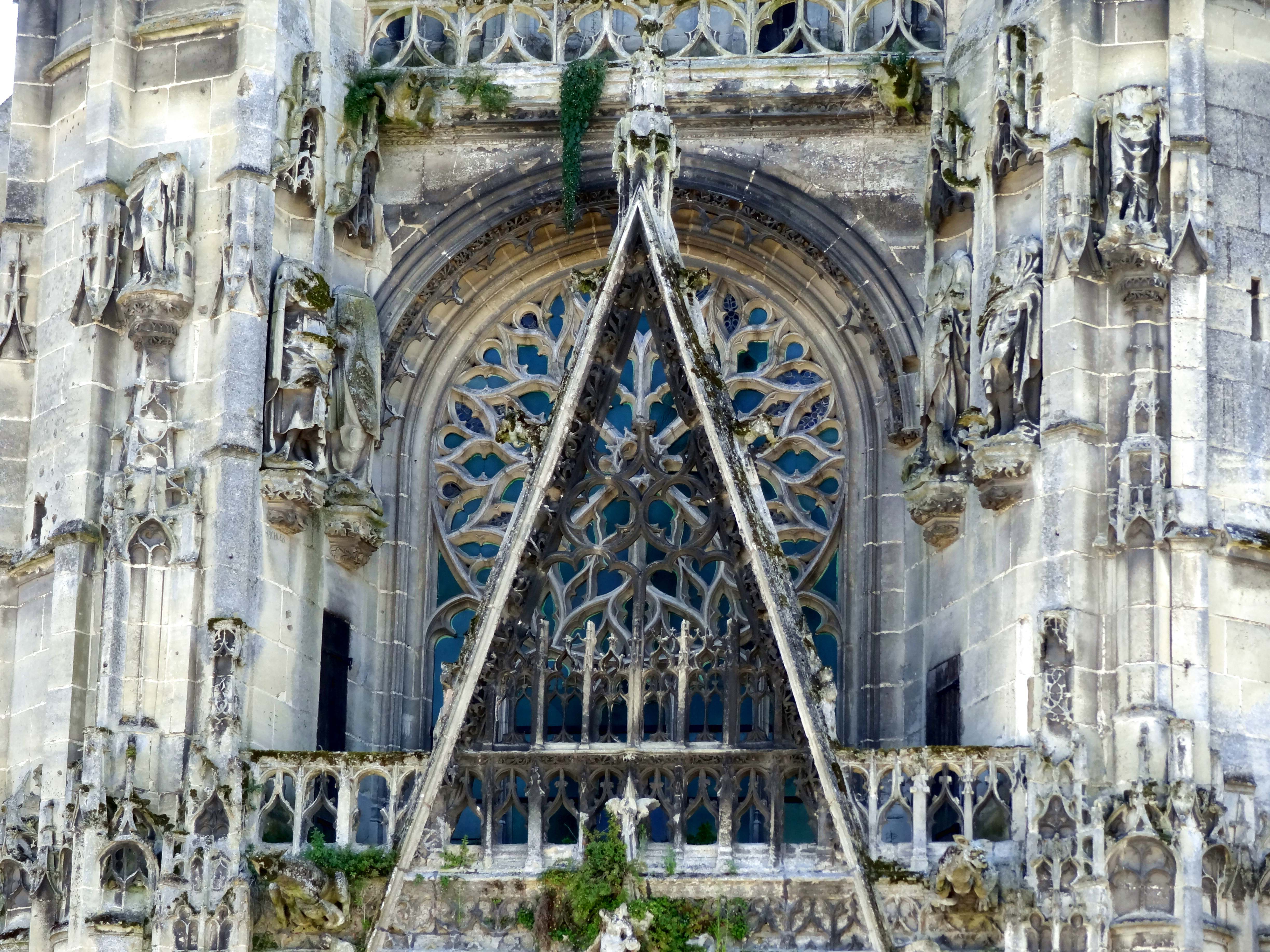
Depurado gablete por delante de la terraza del rosetón de la  Colegiata de los Santos Gervasio y Protasio de Gisors